# مخلفات الدواجن

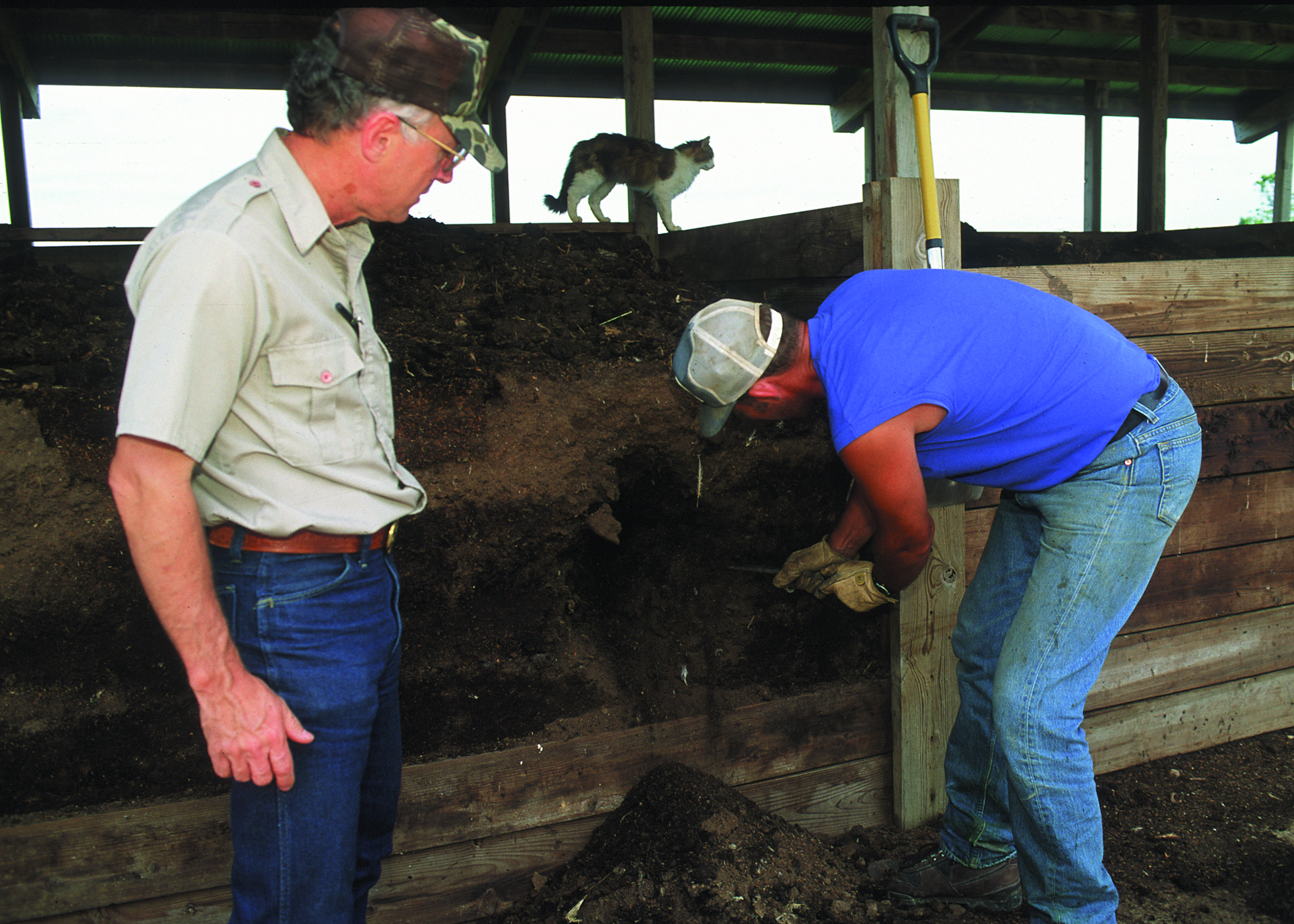
يقوم منتجو دواجن ميسوري وصديقهم القط بفحص محتويات سماد فضلات الدواجن

مخلفات الدواجن أو مخلفات الدجاج هي مزيج من مخرجات الدواجن والطعام المتنثر والريش والمواد التي تستخدم كفراش أثناء تربية الدواجن مثل القش والتبن وغيره. توجد مخلفات الدواجن في المباني المغلقة التي يُربى فيها فروج اللحم والدجاج الرومي. تكون مواد الفرشة عادة من القش ونشارة الخشب، قشر الفول السوداني، قصب السكر الممزق وغيرها من المواد العضوية الماصة للرطوبة ورخيصة الثمن. يستعمل الرمل أحيانا كفرشة. تساعد هذه المواد في امتصاص الرطوبة وتقليل إنتاج الأمونيا والكانئات الممرضة. تؤثر هذه المواد على نوعية الذبيحة ومعيشة الطائر.
هناك العديد من الممارسات التي يجب اتباعها لإدارة صحيحة لمخلفات الدواجن وزيادة صحة وإنتاج الأسراب في المزرعة. يجب أن نأخذ بعين الاعتبار عدد من العوامل لادارة صحيحة لمخلفات الدواجن والتي تتضمن توقيت السنة، كمية المخلفات، مساحة المكان لكل طائر، طرق التغذية، المرض، نوعية الأرضية، التهوية، أجهزة السقاية، وحتى القيمة المحتملة من السماد الناتج عن المخلفات بعد إزالتها من المكان ومعالجتها. تُربى معظم الدواجن على أرضيات ملوثة مع نوع من الفرشة. في العديد من المزارع في الولايات المتحدة الأمريكية، توضع القصاصات من الصنوبر أو غيره من الأخشاب الناعمة كمادة للفرشة أثناء تربية الدواجن. تستعمل مواد الفرشة بحسب توفرها وكلفتها محليا، مثل قشر الأرز في مناطق تربية الدواجن في أركنساس والمسيسبي.

## طرق الإدارة

### الرطوبة
يجب صيانة أنظمة التهوية والتدفئة في مزارع الدواجن بصفة دورية لضبط محتوى رطوبة المخلفات وبقاءها هشة وسهلة التكسر. إذا ازدادت الرطوبة في المخلفات تصبح مكدسة، وتعيش الطيور على سطح لزج وقذر. تشبه هذه المخلفات المكدسة «الكعكة». في هذه الحالة، تكون المخلفات مشبعة بالماء ومن الصعب تجفيفها. يحدث مشكلة خطيرة إذا انتشرت هذه المخلفات الرطبة على مساحات واسعة ضمن المزرعة. غالبا ماتكون هذه المخلفات بمناطق محددة مثل أوعية أو مجرى أو قناة الشرب. تسبب زيادة الماء أثناء التغذية والعوامل المرضية الرطوبة الزائدة في مخلفات الدواجن.

### إعادة استعمال المخلفات
يزيل بعض مربون الدواجن المخلفات الرطبة بعد غسل المزرعة ويضع الدجاج على فرشة قديمة لعدد كبير من الأسراب. يتوقع المربون بأن الفرشة ليس من الضروري أن تكون نظيفة بالكامل إلا في حال وجود أمراض أو بعض مشاكل الأمن الحيوي. يجب أن يعلم المربون بأن التعقيم بمثل هذه الظروف غير ممكن.
يعد إنتاج الأمونيا من إعادة استعمال الفرشة القديمة مشكلة كبرى. تنتج الأمونيا من تفكيك البراز من قبل الجراثيم في المخلفات. ويرافق الرطوبة المرتفعة إنتاج عالي من الأمونيا. «الكعكة» من المخلفات به نسبة عالية من الرطوبة والأزوت ولذلك يجب إزالته من المزرعة لتقليل إنتاج الأمونيا وخلق جو ملائم للصيصان خلال مرحلة التفقيس.

## وصلات إضافية
- LPE Learning Center (مركز البيئي لتعليم تربية الدواجن والحيوانات الزراعية)